# オスカル・ゾルタン・シャント

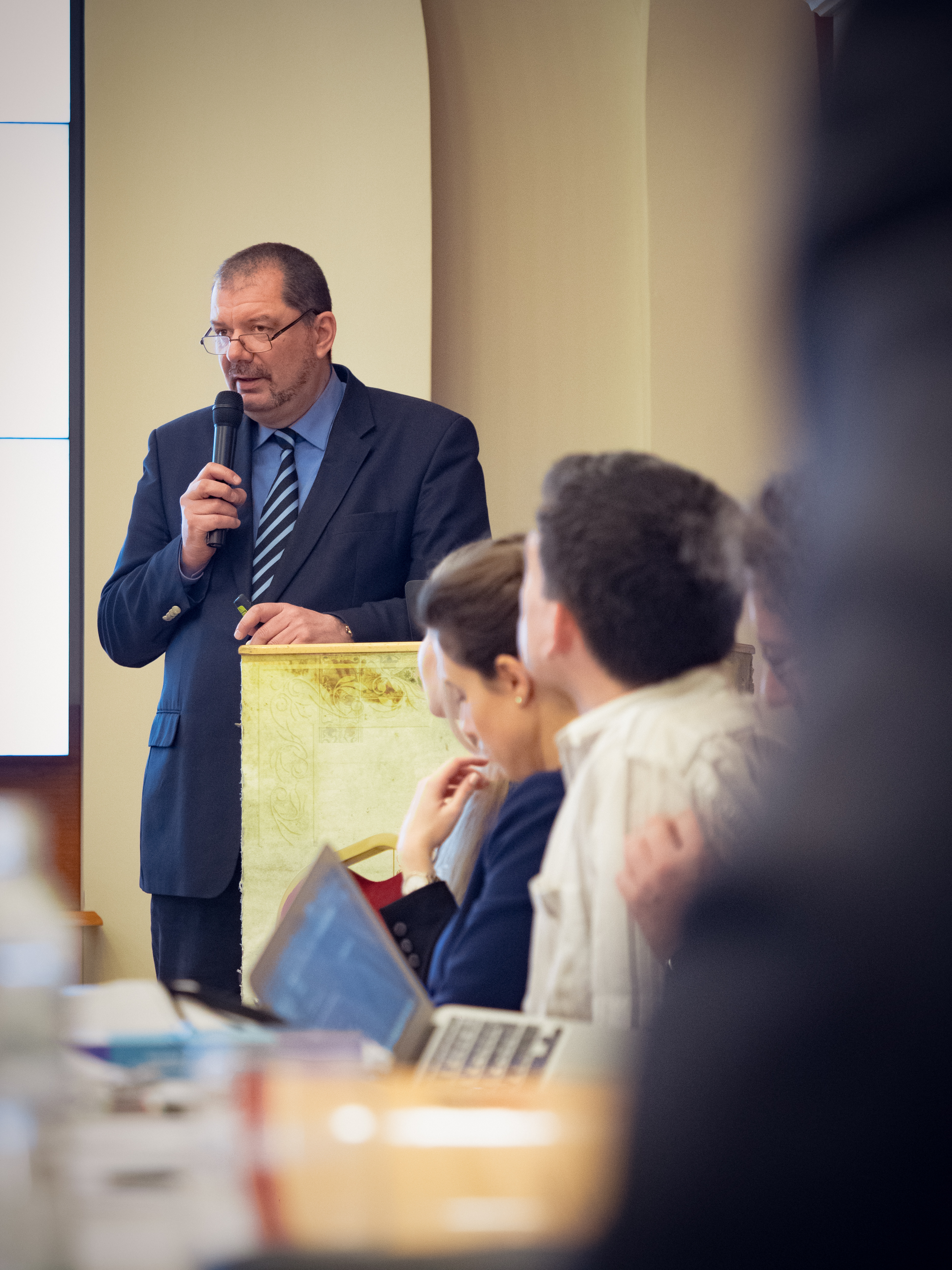
2019年2月28日､ブダペストにて

オスカル・ゾルタン・シャント (Oszkár Zoltán Szántó､ 1963年4月6日 − ) は、ハンガリーの社会学者、経済学者である。
現在、コルヴィナス高等研究所 (CIAS)の所長とハンガリー科学アカデミー会員。

## 略歴
ブダペストで生まれる。1987年、ブダペシュト・コルヴィヌス大学の前身機関で学ぶ。1992年、社会学の博士号を取得。同時にエルデイ・フェレンツ賞受賞。
2000年〜2004年　ブダペシュト・コルヴィヌス大学元学部長。03年全国科学学生会議 (OTDK)マスターティーチャー金メダル授与。
2002年、社会学の学士号を取得。
2004年、ブダペスト経済行政大学金メダルを授与。
2010年、ハンガリー功労勲章騎士十字章受賞。